# Nerophis maculatus
Nerophis maculatus är en fiskart som beskrevs av Rafinesque 1810. Nerophis maculatus ingår i släktet Nerophis och familjen kantnålsfiskar. Inga underarter finns listade i Catalogue of Life.